# Maurice Samuel
Maurice Samuel (n. 8 februarie 1895, Măcin, județul Tulcea – d. 4 mai 1972, New York) a fost un romancier și traducător britanic și american de origine evreiască, născut în România.
Intelectual evreu și sionist, el este cel mai bine cunoscut pentru lucrarea sa You Gentiles (Voi, neamurile), publicat în 1924. Cea mai mare parte a operei sale se referă la iudaism sau rolul evreului în istorie și societatea modernă, dar el a scris, de asemenea, ficțiune mai convențională, cum ar fi The Web of Lucifer, care are loc în vremea familiei Borgia din Italia renascentistă, și romanul fantasy/science-fiction The Devil that Failed (Diavolul care a eșuat). Pentru activitatea sa a primit aprecieri din cadrul comunității evreiești în timpul vieții sale, inclusiv premiul Anisfield-Wolf Book Award în 1944 pentru opera sa de non-ficțiune, The World of Sholom Aleichem (Lumea lui Sholom Aleichem). Maurice Samuel a scris, de asemenea, lucrarea de non-ficțiune King Mob (Regele Mob) sub pseudonimul „Frank K. Notch”.

## Biografie
Născut în orașul Măcin, Maurice s-a mutat la vârsta de cinci ani la Paris, împreună cu părinții săi, Isaac Samuel și Fanny Acker. Aproximativ un an mai târziu, familia s-a mutat în Anglia. Maurice a studiat  la Universitatea Victoria din Manchester. În cele din urmă, el a părăsit Anglia, iar din 1914 a rămas în America.

## Lucrări publicate

### Ficțiune
- The Outsider (1921)
- Whatever Gods (1923)
- Beyond Woman (1934)
- Web of Lucifer (1947)
- The Devil that Failed (1952)
- The Second Crucifixion (1960)

### Non-ficțiune
- You Gentiles (1924)
- I, the Jew (1927)
- What Happened in Palestine: The Events of August, 1929: Their Background and Significance
- King Mob: A Study of the Present-Day Mind (1931)
- On the Rim of the Wilderness: The Conflict in Palestine (1931)
- Jews on Approval (1932)
- The Great Hatred (1940)
- The World of Sholom Aleichem (1943)
- Harvest in the Desert (1944)
- Haggadah of Passover (1947) (traducere)
- Prince of the Ghetto (1948)
- The Gentleman and the Jew (1950)
- Level Sunlight (1953)
- Certain People of the Book (1955)
- Little Did I Know: Recollections and Reflections (1963)
- Blood Accustation: the Strange History of the Beiliss Case (1966)
- Light on Israel (1968)
- In Praise of Yiddish (1971)
- In the Beginning, Love: Dialogues on the Bible (în colaborare) (1975)